# 黄松禄
黄松禄（1939年11月—2005年5月13日），男，福建泉州人，中华人民共和国政治人物，曾任中共福建省委常委、政法委书记、福建省公安厅党委书记、厅长，副总警监，福建省人大常委会副主任。